# ألكسندر فولكوف ألكسندروفيتش
ألكسندر فولكوف ألكسندروفيتش (بالروسية: Алекса́ндр Алекса́ндрович Во́лков) (و. 1948 – م) هو طيار، ورائد فضاء، وطيار اختبار من الاتحاد السوفيتي، وروسيا. ولد في هورليفكا.
وهو عضو في الحزب الشيوعي السوفيتي.

## ريادة الفضاء
شارك في المهمات الفضائية:
- Soyuz T-14
- Soyuz TM-7
- Soyuz TM-13.

## جوائز
حصل على جوائز منها:
- قائد وسام جوقة الشرف
- Order of Friendship of Peoples
- Pilot-Cosmonaut of the USSR
- وسام ثورة أكتوبر
- وسام لينين
- بطل الاتحاد السوفيتي
- Medal "For Merit in Space Exploration".

## الجنسية
سيسجل التاريخ أن فولكوف وزميله سيرجي كريكاليف هما رائدا الفضاء الوحيدان اللذان غيرا جنسيتهما أثناء الطيران، حيث غادرا في 18 مايو 1991 على متن الرحلة سويوز TM-12 كمواطنين من الاتحاد السوفيتي، ثم عادا للأرض في 25 مارس 1992 كمواطنين روسيين، حيث تم حل الاتحاد السوفيتي أثناء الرحلة.